# 시암 상업 은행
시암 상업 은행(태국어: ธนาคารไทยพาณิชย์, 영어: Siam Commercial Bank : SCB)은 1907년 1월 30일 태국 왕실 헌장에 의해 설립된 태국의 최초 은행이다. 태국 은행에 제출된 정보에 따르면, 2018년 12월 31일 현재 시암 상업 은행은 태국의 최대 상업 은행(총자산)이다.

## 역사
- 1912년 : 삼펑 구 래차옹 부두 지역(Ratchawong Pier area of Sampeng District)에 첫 지점을 열다.
- 1920년 : 나콘시탐마랏주 퉁송 군 지역에 첫 지부를 열다.
- 1927년 ~ 1930년 : 북부지역인 치앙마이와 람빵에 첫 지점을 설립하다.
- 1939년 : 'Siam Commercial Bank'이라는 영어명과, 'ธนาคารไทยพาณิชย์'이라는 태국어명으로 이름을 바꾸다.
- 1971년 : 사업 성장을 지원하기 위해 본사를 탈라드노이 구(Talad Noi District)에서 펫치부리(Phetchaburi Road)로 옮기다.
- 1983년 : 태국에 첫 현금인출기를 선보이며[4] 태국 은행 박물관을 설립하다.
- 1993년 : 공기업으로 등록해 "시암상업은행공기업 유한회사"(The Siam Commercial Bank Public Company Limited)로 알려지다.
- 1996년 : 본사를 방콕 짜뚜짝 구의 라차다피섹 길 SCB 파크 플라자로 옮기고 5000억 밧 이상의 자산을 기록하다.
- 2007년 : 창립 100주년을 기념하며 마하 짜끄리 시린톤 공주가 주재한 축하 행사를 SCB 본사에서 진행하다.

## 경영진
- Mr Anand Panyarachun, 이사회 회장[5]
- Dr Vichit Suraphongchai, 집행 위원회 회장[6]
- Mr Arthid Nanthawithaya, 최고 경영자[6]

## 같이 보기
- 태국 은행
- 태국의 금융기관 목록
- 방콕 은행
- KB국민은행